# シャーロット・ブロンテ (小惑星)
シャーロット・ブロンテ (39427 Charlottebrontë) は、小惑星帯の外縁部にある小惑星。パロマー天文台のトム・ゲーレルスとライデン天文台のファン・ハウテン夫妻が発見した。
小惑星番号39427から39429までは、イギリスの小説家のブロンテ姉妹から命名された。39427番は長女のシャーロット・ブロンテにちなんで名付けられた。